# زبان شان
زبان شان یا تای یای (شان:လိၵ်ႈတႆး، ၵႂၢမ်းတႆး، برمه‌ای: ရှမ်းဘာသာ، تایلندی: ภาษาไทใหญ่) زبان مادری مردم شان است که بیشتر در ایالت شان میانمار گفتگو می‌شود. گویشوران این زبان همچنین در گروه‌هایی در ایالت کاچین میانمار، تایلند شمالی و به مقدار کمتری در آسام یافت می‌شوند. شان عضوی از خانواده زبان‌های کرا-دای است و با زبان تای ارتباط دارد.ابه روان نیستم